# Юлий Кассий
Юлий Кассий (лат. Julius Cassius) — римский политический деятель начала IV века.
Об этом человеке известно лишь то, что он был префектом Рима в 318 году. Возможно идентификация Кассия с Кассием — президом Геллеспонта.